# Journal of Automata, Languages and Combinatorics
Le Journal of Automata, Languages and Combinatorics est une  Revue scientifique d'informatique théorique. Le thèmes couverts par le journal sont principalement la théorie des automates et des langages formels et la  combinatoire. Les articles soumis sont, comme d'usage, évaluéspar les pairs. La revue publie un volume par an composé de quatre numéros trimestriels.
Le journal  prend la suite du Journal of Information Processing and Cybernetics/Elektronische Informationsverarbeitung und Kybernetik fondé en 1965, et adopte son titre actuel en 1996, avec une numérotation de volumes reprise à zéro.
Le rédacteur en chef du journal a été, jusqu'en 2015, Jürgen Dassow de l'université Otto von Guericke de Magdebourg. Depuis 2016, les rédacteurs en chef sont Markus Holzer et Martin Kutrib, et la publication est assurée par l'Institut d'informatique de l'Université de Giessen. 
Les sujets couverts par la revue comprennent particulièrement :
- Automates comme accepteurs ou transducteurs de langages de mots, graphes, automates pondérés ;
- Algorithmes efficaces pour résoudre les problèmes de langages, grammaires et automates ;
- Problèmes de décision ;
- Propriétés algébriques des automates et des langages ; propriétés combinatoires des mots, séquences de mots, ensembles de mots, etc ;
- Grammaires pour générer des ensembles de mots, de graphes, de tableaux, d'images, d'objets de dimensions supérieures et infinies, les systèmes de Lindenmayer et leurs variations, les grammaires de graphes ;
- Complexité descriptive des grammaires et automates, complexité et relations avec la logique ;
- Langages de trace, langages des réseaux de Petri ;
- Modèles et calculs non classiques ;
- Combinatoire, théorie des graphes, mathématiques discrètes en relation avec des problèmes d'informatique théorique.

Le journal est référencé et indexé par le bases de données MathSciNet, le zentralblatt MATH, Digital Bibliography & Library Project et le ACM Guide to Computing Literature (en)

## Articles les plus cités
D'après Google Scholar, les articles suivant ont été cités plus de 100 fois :
- Mehryar Mohri, « Semiring frameworks and algorithms for shortest-distance problems », Journal of Automata, Languages and Combinatorics, vol. 7, no 3,‎ 2002, p. 321-350.
- Rolf Wiehagen, « Limes-Erkennung rekursiver Funktionen durch spezielle Strategien », Elektronische Informationsverarbeitung und Kybernetik, vol. 12, nos 1-2,‎ 1976, p. 93-99.
- Gheorghe Păun, « Regular extended H systems are computationally universal », Journal of Automata, Languages and Combinatorics, vol. 1, no 1,‎ 1996, p. 27-36.